# 河内町立かわち学園
河内町立かわち学園（かわちちょうりつ かわちがくえん）は、茨城県稲敷郡河内町長竿にある公立義務教育学校。
ここでは先行して開校した河内町立かわち学園中学校（かわちちょうりつ かわちがくえんちゅうがっこう）についても述べる。

## 概要
河内町内の全公立小中学校を統合して設置された義務教育学校である。2017年に町内の中学校を統合した河内町立かわち学園中学校として先行開校。2018年には町内の小学校を統合して河内町立かわち学園となり、義務教育学校としてスタートした。
- 児童生徒数（2020年6月3日現在）
  - 420名
- 校訓
  - はたらき・共同
  - おもいやり・共和
  - よくまなぶ・共修
- 部活動
  - サッカー部
  - 女子ソフトテニス部
  - 男女バスケットボール部
  - 女子バレーボール部
  - 男子卓球部
  - 吹奏楽部

## 沿革
統合前についてはリンク先を参照。
- 2017年（平成29年）
  - 2月 - 校舎完成[1]。
  - 4月1日 - 河内・金江津の各中学校が統合しかわち学園中学校が創立[2]。
  - 校歌の作詞・作曲は大野靖之。
- 2018年（平成30年） 4月1日 - 生板・みずほ・金江津の各小学校とかわち学園中学校が統合し義務教育学校のかわち学園が創立[2]。

## 学校行事
- 3月    9年生を送る会 卒業式    離別式
- 4月    1年生を迎える会 入学式
- 9月    体育祭
- 10月    けやき祭
- 12月    生徒会選挙
- 1月      スキー学習(7年生)

## 通学区域
河内町全域。区域外就学可。

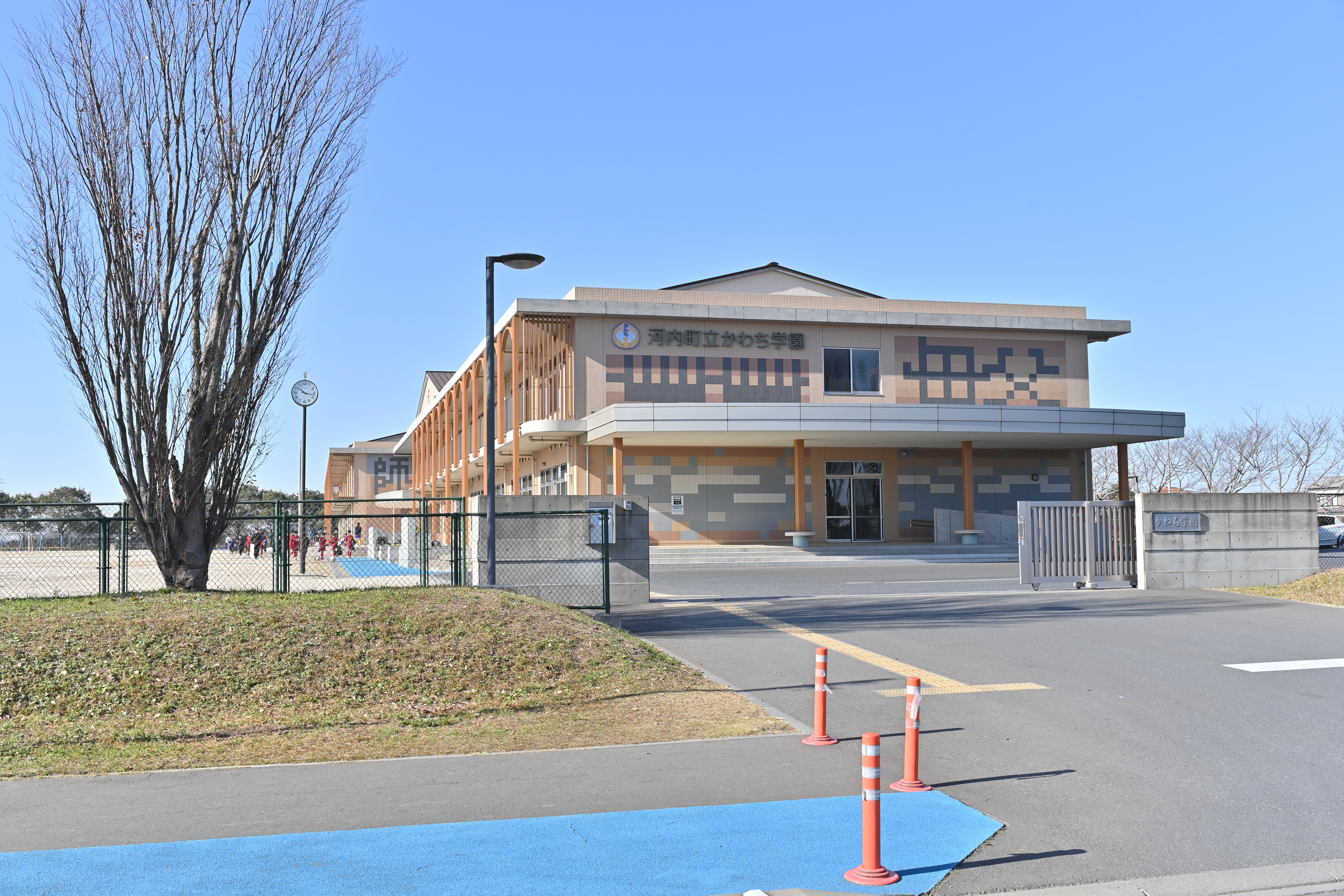
正門

- 片巻・金江津・源清田・幸谷・古河林・小林町歩・猿島・下加納・下町歩・庄布川・十三間戸・十里・角崎町歩・田川・大徳鍋子新田・手栗・長竿・羽子騎・平川・布鎌・平三郎・生板・生板鍋子新田・宮淵・龍ケ崎町歩